# Liste der Biografien/Taz
Liste der Biografien |
Portal Biografien |
Personensuche
# |
A |
B |
C |
D |
E |
F |
G |
H |
I |
J |
K |
L |
M |
N |
O |
P |
Q |
R |
S |
T |
U |
V |
W |
X |
Y |
Z |
?
 
Ta |
Tc |
Te |
Tf |
Tg |
Th |
Ti |
Tj |
Tk |
Tl |
Tm |
To |
Tq |
Tr |
Ts |
Tu |
Tv |
Tw |
Tx |
Ty |
Tz
 
Taa |
Tab |
Tac |
Tad |
Tae |
Taf |
Tag |
Tah |
Tai |
Taj |
Tak |
Tal |
Tam |
Tan |
Tao |
Tap |
Taq |
Tar |
Tas |
Tat |
Tau |
Tav |
Taw |
Tax |
Tay |
Taz
Die Liste der Biografien führt alle Personen auf, die in der deutschsprachigen Wikipedia einen Artikel haben. Dieses ist eine Teilliste mit 29 Einträgen von Personen, deren Namen mit den Buchstaben „Taz“ beginnt.

## Taz
- Taz, Schweizer Rapper
- Taz (* 1967), US-amerikanischer Judoka und WrestlerTaz (* 1967)

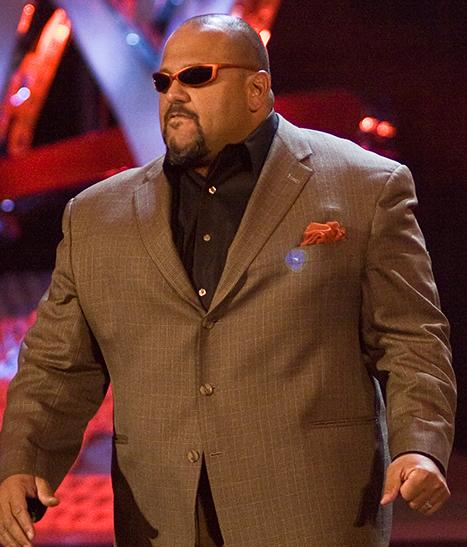
Taz (* 1967)

- Taz, Berkan (* 1998), deutsch-türkischer Fußballspieler

### Taza
- Tazaki, Jun (1913–1985), japanischer Schauspieler
- Tazaki, Sōun (1815–1898), japanischer Maler
- Tazari, Fairuzizuan (* 1983), malaysischer Badmintonspieler
- Tazartès, Ghédalia (1947–2021), französischer Avantgarde-Musiker
- Tazawa, Hiroyuki (* 1978), japanischer Fußballspieler
- Tazawa, Masashi (* 1930), japanischer Botaniker
- Tazawa, Ren (* 2000), japanischer Langstreckenläufer
- Tazawa, Yūki (* 1979), japanischer Fußballspieler

### Tazb
- Tazbir, Marcin (* 1988), polnischer Schachspieler

### Taze
- Tazegül, Servet (* 1988), türkischer Taekwondoin
- Tazelaar, Peter (1920–1993), niederländischer Widerstandskämpfer und Spion
- Tazewell, Henry (1753–1799), US-amerikanischer Jurist und Politiker
- Tazewell, Littleton Waller (1774–1860), US-amerikanischer Politiker
- Tazewell, Paul (* 1964), US-amerikanischer Kostümbildner

### Tazh
- Tazhudinov, Akhmed (* 2003), bahrainischer Ringer

### Tazi
- Tazi, Abdelhadi (1921–2015), marokkanischer Historiker und Schriftsteller; Botschafter; Mitglied der Akademie des Königreichs Marokko
- Tazi, Mohamed (1928–2011), marokkanischer Diplomat
- Tazi-Preve, Mariam Irene (* 1961), österreichische Autorin
- Tazieff, Haroun (1914–1998), französischer Vulkanologe
- Tazim, Gamze (* 1989), niederländische Schauspielerin

### Tazk
- Ťažký, Ladislav (1924–2011), slowakischer Schriftsteller und Publizist

### Tazo
- Tazoe, Tetsuji (1875–1908), japanischer Sozialist

### Tazr
- Tazreiter, Angelika (* 1987), österreichische Radsportlerin
- Tazreiter, Georg (* 1986), österreichischer Bahn- und Straßenradrennfahrer
- Tazreiter, Josef (1891–1955), österreichischer Politiker (CSP, VF, ÖVP), Abgeordneter zum Nationalrat, Mitglied des Bundesrates

### Tazz
- Tazzoli, Enrico (1812–1852), italienischer Priester und Freiheitskämpfer